# Рид, Наз
Назреон Хилтон Рид (англ. Nazreon Hilton Reid; род. 26 августа 1999, Асбери-Парк, Нью-Джерси) — американский профессиональный баскетболист, выступающий в НБА за клуб «Миннесота Тимбервулвз». Играет на позиции центрового.

## Профессиональная карьера

### Миннесота Тимбервулвз (2019—настоящее время)
После того, как Рид не был выбран на драфте НБА 2019 года он подписал двухсторонний контракт с клубом НБА «Миннесота Тимбервулвз» и их фарм-клубом «Айова Вулвз». 17 июля 2019 года Рид подписал многолетний контракт с «Тимбервулвз».
16 декабря 2022 года, в своем первом выходе в стартовом составе в сезоне, Рид набрал 28 очков, взял 9 подборов и помог «Миннесоте» одержать победу над «Оклахома-Сити Тандер» со счетом 112-110.
29 марта 2023 года в четвертой четверти матча с «Финикс Санз» Рид получил травму левого запястья. Два дня спустя «Тимбервулвз» объявили, что у игрока диагностирован перелом ладьевидной кости левого запястья.
25 июня 2023 года Рид подписал с «Тимбервулвз» трехлетний контракт на сумму 42 миллиона долларов. Контракт включал опцию игрока на сезон 2025/26. 8 марта 2024 года Рид набрал максимальные в карьере 34 очка в матче с «Кливленд Кавальерс» (113-104). 24 апреля 2024 года он получил награду лучшего шестого игрока в НБА.

## Статистика

### Статистика в НБА
| Сезон                                                                                    | Команда   | Регулярный сезон | Регулярный сезон | Регулярный сезон | Регулярный сезон | Регулярный сезон | Регулярный сезон | Регулярный сезон | Регулярный сезон | Регулярный сезон | Регулярный сезон | Регулярный сезон | Серия плей-офф | Серия плей-офф | Серия плей-офф | Серия плей-офф | Серия плей-офф | Серия плей-офф | Серия плей-офф | Серия плей-офф | Серия плей-офф | Серия плей-офф | Серия плей-офф |
| Сезон                                                                                    | Команда   | GP               | GS               | MPG              | FG%              | 3P%              | FT%              | RPG              | APG              | SPG              | BPG              | PPG              | GP             | GS             | MPG            | FG%            | 3P%            | FT%            | RPG            | APG            | SPG            | BPG            | PPG            |
| ---------------------------------------------------------------------------------------- | --------- | ---------------- | ---------------- | ---------------- | ---------------- | ---------------- | ---------------- | ---------------- | ---------------- | ---------------- | ---------------- | ---------------- | -------------- | -------------- | -------------- | -------------- | -------------- | -------------- | -------------- | -------------- | -------------- | -------------- | -------------- |
| 2019/20                                                                                  | Миннесота | 30               | 11               | 16,5             | 41,2             | 33,0             | 69,8             | 4,1              | 1,2              | 0,6              | 0,7              | 9,0              | Не участвовал  | Не участвовал  | Не участвовал  | Не участвовал  | Не участвовал  | Не участвовал  | Не участвовал  | Не участвовал  | Не участвовал  | Не участвовал  | Не участвовал  |
| 2020/21                                                                                  | Миннесота | 70               | 15               | 19,2             | 52,3             | 35,1             | 69,3             | 4,6              | 1,0              | 0,5              | 1,1              | 11,2             | Не участвовал  | Не участвовал  | Не участвовал  | Не участвовал  | Не участвовал  | Не участвовал  | Не участвовал  | Не участвовал  | Не участвовал  | Не участвовал  | Не участвовал  |
| 2021/22                                                                                  | Миннесота | 77               | 6                | 15,8             | 48,9             | 34,3             | 76,5             | 3,9              | 0,9              | 0,5              | 0,9              | 8,3              | 5              | 0              | 10,8           | 41,2           | 42,9           | 100            | 2,8            | 0              | 0,2            | 1,2            | 4,8            |
|                                                                                          | Всего     | 177              | 32               | 17,3             | 49,0             | 34,3             | 72,3             | 4,2              | 1,0              | 0,5              | 1,0              | 9,5              | 5              | 0              | 10,8           | 41,2           | 42,9           | 100            | 2,8            | 0              | 0,2            | 1,2            | 4,8            |
| Наведите курсор мыши на аббревиатуры в заголовке таблицы, чтобы прочесть их расшифровку. |           |                  |                  |                  |                  |                  |                  |                  |                  |                  |                  |                  |                |                |                |                |                |                |                |                |                |                |                |

### Статистика в Джи-Лиге
| Сезон                                                                                    | Команда       | Регулярный сезон | Регулярный сезон | Регулярный сезон | Регулярный сезон | Регулярный сезон | Регулярный сезон | Регулярный сезон | Регулярный сезон | Регулярный сезон | Регулярный сезон | Регулярный сезон | Серия плей-офф | Серия плей-офф | Серия плей-офф | Серия плей-офф | Серия плей-офф | Серия плей-офф | Серия плей-офф | Серия плей-офф | Серия плей-офф | Серия плей-офф | Серия плей-офф |
| Сезон                                                                                    | Команда       | GP               | GS               | MPG              | FG%              | 3P%              | FT%              | RPG              | APG              | SPG              | BPG              | PPG              | GP             | GS             | MPG            | FG%            | 3P%            | FT%            | RPG            | APG            | SPG            | BPG            | PPG            |
| ---------------------------------------------------------------------------------------- | ------------- | ---------------- | ---------------- | ---------------- | ---------------- | ---------------- | ---------------- | ---------------- | ---------------- | ---------------- | ---------------- | ---------------- | -------------- | -------------- | -------------- | -------------- | -------------- | -------------- | -------------- | -------------- | -------------- | -------------- | -------------- |
| 2019/20                                                                                  | Айова Энерджи | 16               | 16               | 30,8             | 50,2             | 38,6             | 61,4             | 9,8              | 2,8              | 1,4              | 1,9              | 18,4             | Не участвовал  | Не участвовал  | Не участвовал  | Не участвовал  | Не участвовал  | Не участвовал  | Не участвовал  | Не участвовал  | Не участвовал  | Не участвовал  | Не участвовал  |
|                                                                                          | Всего         | 16               | 16               | 30,8             | 50,2             | 38,6             | 61,4             | 9,8              | 2,8              | 1,4              | 1,9              | 18,4             | Не участвовал  | Не участвовал  | Не участвовал  | Не участвовал  | Не участвовал  | Не участвовал  | Не участвовал  | Не участвовал  | Не участвовал  | Не участвовал  | Не участвовал  |
| Наведите курсор мыши на аббревиатуры в заголовке таблицы, чтобы прочесть их расшифровку. |               |                  |                  |                  |                  |                  |                  |                  |                  |                  |                  |                  |                |                |                |                |                |                |                |                |                |                |                |

### Статистика в колледже
| Сезон                                                                                   | Команда | GP | GS | MPG  | FG%  | 3P%  | FT%  | RPG | APG | SPG | BPG | PPG  |  |
| --------------------------------------------------------------------------------------- | ------- | -- | -- | ---- | ---- | ---- | ---- | --- | --- | --- | --- | ---- |  |
| 2018/19                                                                                 | ЛСЮ     | 34 | 32 | 27,2 | 46,8 | 33,3 | 72,7 | 7,2 | 0,9 | 0,7 | 0,7 | 13,6 |  |
|                                                                                         | Всего   | 34 | 32 | 27,2 | 46,8 | 33,3 | 72,7 | 7,2 | 0,9 | 0,7 | 0,7 | 13,6 |  |
| Наведите курсор мыши на аббревиатуры в заголовке таблицы, чтобы прочесть их расшифровку |         |    |    |      |      |      |      |     |     |     |     |      |  |